# Література Веймарської республіки
Література Веймарської республіки включає в себе літературу створену в період Веймарської республіки, і літературу, що мала попит у читачів того часу. Якщо початок 1920-х років був відзначений експресіонізмом військового і передвоєнного часу, то середина і кінець десятиліття, ознаменувалися поворотом до зображення реальності, яке розумілося як літературне вираження «Neue Sachlichkeit» (укр. Нова обє'ктивність). Проте велика кількість і різноманітність німецької літератури цієї епохи було б спотворено, якби її можна було звести до одного терміну. Між великою кількістю відомих письменників, ліриків та драматургів не було одностайності, згуртованості; майже не було спілкування між літераторами лівого та правого міркування. Літературні журнали представляли думку невеликих груп чи політичних партій.

## Класики, першовідкривачі та першопрохідці
Поезія та драма грали важливу роль у літературному житті Веймарської республіки. За словами Пітера Гея, поезія в цей час мала дивну владу над німцями, які шанували своїх поетів, починаючи з веймарського класицизму Гете і Шиллера. Проте, крім цих постійно цитованих авторів, низка інших поетів також пережили своєрідний ренесанс в республіканську епоху завдяки своїм творам.
На тлі тогочасних обставин значною мірою цитувався, наприклад, «Гіперіон» Гельдерліна, де інтелектуально розглядалися наслідки війни, Листопадової революції та Версальського договору: «Я не можу уявити собі націю, яка була б більш розірвана на частини, ніж німці. Ви бачите ремісників, але не людей, мислителів, але не людей, священиків, але не людей, майстрів і слуг, хлопчиків і підмайстрів, але не як людей» Гельдерлін інтерпретується Геєм як провісник сучасного світу, який руйнує людей, відчужує їх від нашого суспільства та від їх істинної природи. Творчість Гельдерліна також є прикладом модерна.
Генріх фон Клейст та його творчість також отримали нову увагу: дослідження і відшанування Клейста знайшли відображення у великих обсягах книжкових публікацій та в основі Клейстівського товариства у 1920 році. Герхарт Гауптман, Гуґо фон Ґофмансталь, Ернст Кассірер і Макс Ліберман були серед тих, хто мав членство у товаристві. Премія Клейста була найважливішою літературною нагородою Веймарської республіки.
Республіканці та ліві у Веймарську добу високо цінували Георга Бюхнера, зокрема, серед важливих літературних постатей минулого: Його співчуття до бідних, його відраза до влади та реалістичний, різкий опис суспільства дали демократам, соціалістам та комуністам захоплююче джерело орієнтації та ідентифікації. Прем'єра опери «Воццек», написаної Альбаном Бергом за мотивами «Войцека» Бюхнера і представляє собою поєднання дванадцятитонової музики, розмовного слова та звичайних музичних засобів. Показ відбувся в Берліні в 1925 році і зробив вирішальний внесок у популяризацію Бюхнера та його сценічної п'є. Опера також виконувалася знову в Берліні у 1925 року.
Серед відомих сучасних ліриків, чиє життя та творчість припали на Веймарську республіку, особливо виділяються Стефан Георге та Райнер Марія Рільке. У своєму соціальному образі Георг створив специфічну ауру та гомоеротичну харизму, яка породила тісно пов'язане з ним гурток послідовників, «Коло Георга». Його «Листки для мистецтва» (нім. Blätter für die Kunst), засновані ще в 1892 році, містили ретельно зрежисовані бесіди з молодими людьми, які розкривали його бачення і були націлені на аудиторію задля поетичних творів. Натхненний Бодлером і Малларме, а також під впливом Гельдерліна і Ніцше, він прагнув відновлення аристократичного ставлення до життя в ім'я увічнення культурних цінностей, що було абсолютно елітарною програмою.
Шанувальники Рільке були зосереджені не в обраному колі, а поширювались через всю надзвичайно численну читацьку аудиторію. Він був улюбленим поетом у всіх групах молодіжного руху. Вони читали його біля вогнища та друкували вірші у власних щоденниках. «Рільке можна читати заради чистого задоволення і купатися в його образах. Можна читати Рільке як поета відчуження або як верховного жерця язичницького всесвіту, в якому людські почуття та неживі речі, любов і страждання, життя і смерть були поєднані в гармонійне ціле».

## Багатограння епохи
Закінчення Першої світової війни та Листопадова революція також розумілися письменниками як поворотний момент і часто як сигнал до нового початку, що також призвело до появи нових форм у літературі. Експресіонізм продовжував впливати. Важлива антологія «Menschheitsdämmerung», складена Куртом Пінтусом, з'явилася лише у 1919 р. Дадаїзм привів до романів-колажів та монтажу. Крім того, на літературу вплинули нові засоби масової інформації, такі як кіно та радіо. Вражає велика різноманітність тем та жанрів. Досить багато авторів стали політично активними. Члени Ліги пролетарських революційних письменників явно розглядали себе пропагандистами політики КПН. Навпаки, автори, що схиляються до нової об'єктивності, поєднували свої твори з неупередженим, реалістичним поглядом на сучасні соціальні умови. Відносини між індивідом та масами, а також аспекти повсякденної культури стали новими важливими темами.
Такі письменники, як Карл Май, Герман Ленс, Ганс Каросса, Ернст Віхерт, Рудольф Г. Біндінг та Хедвіг Куртс-Махлер були популярні серед широких верств населення. Серед найбільш читаних книг були «Вуншкінд» Іни Зайдель, «Хайлігенхоф» Германа Штера та «Шлейєр» Еміля Штрауса. Вальтер Лакнер називає двох лауреатів Нобелівської премії з літератури, Герхарта Гауптмана (1912) та Томаса Манна (1929), «класиками республіки».

## Драми
Головні твори драматурга Герхарта Гауптмана на момент Веймарської республіки були вже давно: «Перед сходом сонця» (нім. Vor Sonnenaufgang) з'явилося в 1889 р., «Ткачі» (нім. Die Weber) — в 1894 р. Першу світову війну Гауптман зустрів патріотичними; через п'ять років він так само захоплено вітав республіку як «найважливіша подія в тисячолітній історії Німеччини». Після прем'єри його п'єси «Перед заходом сонця», багатогранний республіканський театр, відвідуваний публікою, закінчився в 1932 при напівпорожніх кріслах через наслідки Великої депресії, хоча робота була високо оцінена критиками.
Широко поширеною соціально-критичною темою нового покоління драматургів став конфлікт батька і сина як натиск молоді «проти старого світу, його політичних, соціальних і художніх умовностей». Героями нових драм стали чужинці, страждальці, самогубці та повії. Політичні драми таких авторів, як Вальтер Газенклевер та Леонгард Франк, оберталися навколо надії на нове людство, народжене з досвіду життя та страждань під час та після війни. Людвіг Рубінер розвинув ідею ненасильницької революції у своїй драмі «Die Gewaltlosen» (1919). Ернст Толлер також відстоював ідеї пацифізму та ненасильства у своїх експресіоністських драмах «Masse Mensch» (1921) та «Hinkemann». У таких п'єсах, як «Громадяни Кале» (1914) і «Газ» (1918/20), Георг Кайзер накидав бачення нової вільної та жертовної людини, що височіє над технологією, ворожою до людства. Аналогічно, драми Фріца фон Унруха «Ein Geschlecht (1918) або «Platz» (1920) розвивали міфічний пафос неприйняття війни та проголошення всесвітнього братства.
Одним із нових відкриттів веймарської літературної та театральної сцени став Бертольт Брехт, який у віці 24 років здійснив свою першу світову прем'єру «Барабани в ночі» у 1922 році і того ж року отримав премію Клейста. Найбільшого успіху у публіки Брехт досяг завдяки «Трьохгрошовой опері», яка була поставлена в 1928 році. У дидактичній п'єсі «Міра» (1930) він звернувся до внутрішньої роботи комуністичної групи та партійної організації, інсценувавши ліквідацію молодого комуніста його товаришами. Молода людина, виявляючи співчуття до експлуатованих, необережно ставить під загрозу конспіративне прикриття групи; його вбивають, щоб забезпечити виживання решти та успіх місії. Як і піонер пролетарського театру Ервін Піскатор, Брехт іноді використовував у своїх п'єсах кінопроєкції та газетні заголовки, але він також використав традиційні драматичні засоби: хор, оповідача та контрастні ефекти.
Карл Цукмайєр став популярним драматургом на німецькомовних сценах у 1925 році, поставивши комедію «Der fröhliche Weinberg». У Берліні комедія йшла майже три роки поспіль, іноді відкидається критиками як надто поверхнева розвага. До цього Цукмайєр, як і інші, пробував свої сили в експресіоністській драмі; проте в епоху «нової об'єктивності» він запропонував глядачам серцевий, широкий натуралізм власного виготовлення. Видатний театральний критик Альфред Керр так сформулював свої враження після перегляду п'єси: «Sic transit gloria expressionismi». У 1931 році п'єса Цукмайєра «Гауптман фон Кепенік», захоплююче поєднання комедії скетчу та суворої трагедії, здобула феноменальний і ще більш тривалий успіх.

## Відродження і переінакшення романів
Література Веймарської республіки була надзвичайно різноманітна і крім поезії та драматургії. Роман, менш представлений в експресіонізмі, став особливо затребуваним літературним жанром протягом 1920-х років. З середини 1920-х років у сучасному романі все сильніше виявлялася «Нова об'єктивність», в якій прагнули реалістично описувати та досліджувати соціальні події, наприклад, життя у великому місті, становище нових «білих комірців», безробіття та злидні в умовах економічної кризи.
Літературною подією 1924 стала публікація роману Томаса Манна «Чарівна гора» (нім. Der Zauberberg), який відразу ж розкуповувався як гарячі пиріжки. Дія роману відбувається в альпійських висотах і усамітненні легеневої клініки в Давосі, створюючи ілюзорну атмосферу буржуазного способу життя та способу мислення в останні роки перед Першою світовою війною, в якій протистояння автора та його героїв зі смертю відіграє центральну роль. Томас Манн, точний спостерігач і блискучий оповідач, іноді наділяє героїв роману рис живих сучасників. Так, наприклад, в образі жвавого Пеперкорна було визнано його співвітчизника, письменника Герхарта Гауптмана, а в Сеттембріні, що втілює життєрадісний, освічений оптимізм, - його рідний брат Генріх Манн, якого апострофували як «цивілізаційного грамотія».
Після бурхливої молодості у Вюртемберзі Герман Гессе перед Першою світовою війною остаточно влаштувався в Швейцарії. Серед його творів, опублікованих в період Веймарської республіки, були «Деміан» (нім. Demian 1919), як найбільш читане, «Сіддхартха. Стародавнього світу європейської безпеки» (нім. Siddhartha. Eine indische Dichtung, Der Steppenwolf, Narziß und Goldmund). Бувши «душевним», його книжки відбивали «розкладання старого світу європейського порядку».
Твір «Берлін Александерплац» (нім. Berlin Alexanderplatz), опублікований у 1929 році і не має собі рівних у світовій літературі як «симфонія життя великого міста», був написаний практикуючим психіатром, письменником Альфредом Дебліном. Сюжет роману обертається навколо пошуку орієнтації і невдачі Франца Біберкопфа, простого найманого робітника, звільненого з в'язниці після чотирьох років життя в берлінських міських джунглях, життя без мети і сенсу, схильного до «жахливих зльотів і падінь ритму і диссонансу». «Єдиний раз у німецькій літературі велике місто ожило», — каже Лакер.
Досвід Першої світової війни, без якого неможливо зрозуміти дух 1920-х годов, був літературно оброблений з різних точок зору. У той час як Ернст Юнгер у своїх книжкових публікаціях «У штальгевіттері» (нім. In Stahlgewittern 1920) і «Кампф як внутрішня радість» (нім. Der Kampf als inneres Erlebnis 1922) схиляється до радості від війни та описує її як захоплюючу пригоду, антивоєнний роман Еріха Марії Ремарка «На Заходному фронті без змін» (1929), в якому, крім іншого, різко показані жахи барабанного вогню та обстрілів у нескінченній позиційній війні, стає найбільшим бестселером часів пізньої республіки. Роман Людвіга Ренна «Криг» (нім. Krieg 1928) також зараховується до важливої антивоєнної литератури.
Велика депресія, яка сповістила початок кінця Веймарської республіки на початку 1930-х років, також знайшла відображення в літературній продукції. У романі Еріха Кестнера «Фабіан» (1931) головний герой виступає в ролі бонвівана з гумором шибеника у розпал економічної кризи, перш ніж сам тоне, намагаючись врятувати дитину з води. Ганс Фаллада чуйно і вірно відбив дух часу в романі «Маленька людина — що тепер?» (нім. Kleiner Mann — was nun?, 1932).
Журналіст і письменник Егон Ервін Кіш під ім'ям «Der rasende Reporter» (назва його збірки репортажів, опублікованої в 1925) став уособленням нео-наукового автора, що рухається в масовому суспільстві, яке зароджується. Інтерес авторів до реальності був настільки сильний на пізньому етапі Республіки, що вони включали до своїх романів елементи репортажу. Як приклади можна навести «Denn sie wissen, was sie tun» Ернста Оттвальта та «Maschinenfabrik N.&K» Віллі Бределя. У романі Ернст Оттвальд розглядає систему правосуддя Веймарської республіки. Він вигадує головного героя, молодого юриста, який робить кар'єру у Веймарській республіці, дізнається про багато несправедливостей на той час і частково бере участь у них. Бредель був вихідцем із руху робочої кореспонденції, і для нього було природним включити до свого роману статті, які він уже публікував у Werkzeitungen.

## Письменницькі союзи
Книги ставали все більш масовим товаром, і письменники часто почували себе у владі ринку. Тому все більшого значення набували письменницькі асоціації, які не лише формулювали політичні позиції, а й представляли економічні інтереси авторів. Найважливішою з цих асоціацій була Schutzverband Deutscher Schriftsteller (SDS). Заснована ще в 1909 році, але тільки в наступну епоху набула валового значення. У Прусській академії мистецтв була створена секція поезії, яку Генріх Манн палко привітав і таким чином відзначив. На його думку, це завдає підвищення статусу письменників із боку держави.
Інші асоціації також були політично орієнтовані, наприклад, Бунт пролетарсько-революційних письменників був асоціацією, близькою до SDS.